# Ernesto Revé
Ernesto Revé (ur. 26 lutego 1992) – kubański lekkoatleta specjalizujący się w trójskoku.
W 2010 zdobył srebrny medal na mistrzostwach świata juniorów w Moncton. W 2014 w Sopocie sięgnął po tytuł halowego wicemistrza świata. W 2015 zdobył brązowy medal igrzysk panamerykańskich w Toronto.
Złoty medalista mistrzostw Kuby.
Rekordy życiowe: stadion – 17,58 (7 lutego 2014, Hawana); hala – 17,33 (9 marca 2014, Sopot). 10 czerwca 2011 w Hawanie ustanowił wynikiem 17,40 rekord Ameryki Środkowej i Karaibów juniorów.

## Osiągnięcia
| Rok  | Impreza                               | Miejsce        | Lokata            | Wynik |
| ---- | ------------------------------------- | -------------- | ----------------- | ----- |
| 2009 | Mistrzostwa świata juniorów młodszych | Bressanone     | el. –             | NM    |
| 2010 | Mistrzostwa świata juniorów           | Moncton        | 2. miejsce        | 16,25 |
| 2014 | Halowe mistrzostwa świata             | Sopot          | 2. miejsce        | 17,33 |
| 2014 | Igrzyska Ameryki Środkowej i Karaibów | Xalapa         | 1. miejsce        | 16,94 |
| 2015 | Igrzyska panamerykańskie              | Toronto        | 3. miejsce        | 16,94 |
| 2016 | Igrzyska olimpijskie                  | Rio de Janeiro | el. – 14. miejsce | 16,58 |